# Hichem Chaabane
Hichem Chaabane (Blida, 10 d'agost de 1988) és un ciclista algerià professional des del 2008 i actualment suspès fins a l'octubre del 2016 per un control positiu.

## Palmarès
- 2008
  - Campió d'Àfrica sub-23 en ruta
- 2010
  - Campió àrab sub-23 en ruta
  -  Campió d'Algèria sub-23 en ruta
- 2012
  - Vencedor d'una etapa al Tour de Faso
- 2013
  -  Campió d'Algèria en ruta
  - 1r al Tour de Blida i vencedor d'una etapa
- 2014
  - Vencedor d'una etapa al Tour d'Algèria
- 2015
  - 1r al Circuit d'Alger
  - Vencedor de 2 etapes al Tour d'Orània
  - Vencedor d'una etapa al Tour de Blida
  - 1r al Tour d'Annaba i vencedor d'una etapa
  - 1r al Circuit de Constantina